# YGエンターテインメント
YGエンターテインメント（英: YG Entertainment、韓: YG 엔터테인먼트）は、韓国の芸能プロダクションである。キャッチコピーは「VIBE THE NEW FLOW」。
1996年に歌手のヤン・ヒョンソク（梁玄錫）によって、「ヒョン企画」として設立された。SMエンタテインメント、JYPエンターテインメントとともに韓国3大芸能事務所に挙げられる。
代表的な所属アーティストとしては、日本を始め海外市場でも成功したSE7EN、PSY、BIGBANG、2NE1、WINNER、iKON、BLACKPINKなどが挙げられる。また、チェ・ジウやカン・ドンウォンなど海外で広く知られる有名俳優も多数所属する。

## 特徴
韓国3大芸能事務所の中で随一の実力主義とされる。アメリカン・ポップをベースとしたR&Bとヒップホップ色が強く、高い実力のラップパフォーマンスに定評がある。
ファッションアイコンとして活躍する人材も多い。特にBLACKPINKメンバーは全員が世界的なファッションモデルとして活躍し、ジスはディオール、カルティエ、ジェニーはシャネル、カルバン・クライン、ポルシェ、リサはセリーヌ、ブルガリ、M・A・C、ロゼはティファニー、イヴ・サンローランのアンバサダーを務めることで知られている。
所属アーティストの売れ方の特徴として、複数の音源チャートで爆発的に売れたり、長期間上位をキープしたりすることが多い。また、カムバックの頻度が少なく、カムバック中の韓国の音楽番組への露出も少ない。ヤン・ヒョンソクが長期的にプロデュースをするアイドルグループは一時代を築くも、7年契約終了後はグループとしての活動が希薄となる傾向がある。
世界進出に大きく力を入れており、海外の有名アーティストとのコラボパフォーマンスで世界中のファン層拡大を図っている。BLACKPINKはこれまでにレディー・ガガ、セレーナ・ゴメス、デュア・リパとのコラボレーション楽曲をリリースしている。
BLACKPINKにタイ人メンバーのリサが所属する影響でタイのK-POP市場では絶大な人気を誇るが、日本ではライバルであるTWICEの日本人メンバー3人の影響で岩盤崩しにかなり苦労を強いられた。そのため、日本市場を強化するべく、子会社であるYG JAPANや提携先である日本の音楽業界大手・エイベックス傘下の育成施設（エイベックス・アーティスト・アカデミー、EXPG等）から語学堪能で多角的に優秀なプロ歌手志望の日本人を採用する方針を採っている。2020年には初の日本人メンバーとしてTREASUREのヨシ、マシホ、アサヒ、ハルト、、2023年には初の日本人女性メンバーとしてBABYMONSTERのルカとアサがデビューした。
練習生には、グループ活動とソロ活動の双方で活躍が可能な個々のポテンシャルを重視している。そのため、会社内で行われる過酷な競争と練習生の実力テストでトレーナーや経営陣が求める成績に達せず、企画中のアイドルデビュープロジェクトに不相応と判断された練習生は、練習生寮と事務所の育成契約を打ち切られ、追放処分となる。
空き部屋はその後、スカウトマンやオーディション合格後の両親の承諾を受けて、YGスタッフが世界中から連れてきた新規練習生が利用するようになる。このため、特にYG練習生でソウルにあるYG本社付近に実家や頼れる家族や親戚、友人がいない韓国の地方出身の者、実家が貧困家庭で経済的支援が困難な者、日本等の外国出身の者などは、生活に必要な住居やアーティストデビューする為の機会を失わないよう365日24時間を通して厳しいトレーニングとレッスンに打ち込む必要がある。
一方で、韓国の芸能事務所では常識であった練習生の精算制度を、事実上廃止した事務所でもある。オーディション部門の関係者によれば、練習生は歌唱・ダンスレッスンを自己負担なしで受けられ、映画や事務所先輩のステージも会社負担で鑑賞できる福祉制度が設けられている。また、日本の「大検」にあたる大学入学資格検定を希望する練習生には対策授業も行うなどしており、練習生への出費を「投資」とみなしている。そのため他の多くの芸能事務所と異なり、練習生がデビュー時点で多額の借金を抱えることは基本的に無く、デビュー後に給料からこれまでの経費を天引きされることもないとされている。
練習生には、作詞作曲、振り付け、舞台演出、言語学習、演技力、アルバムや衣装などのデザインなど、高い自己プロデュース能力も求められる。そのため、(G)I-DLEのミヨン、Billlieのムンスア、NiziUのマヤのように、YGでのデビューを逃した後も、他事務所での練習生契約やオーディション番組への参加を通じてアイドルデビューし、K-POP界で活躍する者も多い。

## 沿革
1996年3月、元ソテジワアイドゥルのメンバーであるヤン・ヒョンソクによって、「ヒョン企画」として設立された。
同年7月に3人組男性アイドルグループ「KEEP SIX」を輩出するも、失敗に終わった。
1997年、「MFエンターテインメント」へ改称。男性アイドルデュオ「JINUSEAN」をデビューさせ、成功を収める。
1998年、「Yang Goonエンターテインメント」へ改称。4人組男性アイドルグループ「1TYM」、ヒップホップ歌手ペリーなどを輩出。正統派ブラックミュージックで勝負をかけて成功した。
2001年、現在の「YGエンターテインメント」へ改称。
2003年、美少年イメージの男性歌手・SE7ENを輩出させ、それまでの10代歌手市場を攻略。2005年2月23日には、SE7ENを日本に進出させて音楽スタイルをJ-POPに変えるなど、現地化戦略を駆使して市場を海外へ拡大した。
2006年にデビューしたBIGBANGと2009年にデビューした2NE1の成功で確固たる大型企画会社に生まれ変わる。
2010年3月、SMエンタテインメント・JYPエンターテインメントらとともに、「KMPホールディングス」を設立。
2011年7月、日本のavexとの合同レーベル「YGEX」を設立。
2011年11月23日、KOSDAQへ上場。
2019年6月14日、BIGBANGのV.Iが関与したバーニング・サン事件、iKONのB.Iによる違法薬物使用など様々な疑惑が浮上し、騒動となる。これを受けて、BIが薬を服用した疑いを隠し、内部的に解決しようとしたと疑われたヤン・ヒョンソク代表及び実弟のヤン・ミンソクが代表取締役から退任。
2019年6月20日、経営支援本部長で専務のファン・ボギョンが代表取締役に就任した。ヤン・ヒョンソクは2023年BABYMONSTERのプロデューサーとしてメディアに復帰する。
2020年9月、新社屋を建設。旧社屋の隣に位置し、個人音楽作業室30室、大型録音スタジオとダンス練習室各7室をはじめ、社員食堂やコンビニ・ジム等を備えた地域のランドマーク的存在となっている。
2021年11月に米ユニバーサルミュージックと新人デビューに向けて提携し、
2022年から放送予定のオーディション番組で選ばれたメンバーで新しいボーイズグループを結成予定であると発表。
2022年11月14日、新ボーイズグループ結成に向けたオーディション「2022 YG NEW BOY GROUP AUDITION in JAPAN」を開催。
2023年3月、グローバルオーディションの実施を発表。JIKEI COMグループと提携して日本でも6都市で開催。
2024年、子会社・スタジオプレックスの株式を売却。同年8月にはダンスマネジメント・アカデミー事業レーベルYGXを清算した。
2025年1月、音楽事業に注力するため、俳優マネジメント業務を終了することを発表。
2025年5月26日、新人グループのメンバーを紹介するプロジェクト「YG NEXT MONSTER」を発表。4人組の女性ガールズグループのメンバーを順次公開する予定 。

## 系列会社
- YG ENTERTAINMENT JAPAN（2007年 - ） - 日本法人
- YGEX（2011年 - ） - 日本のavexとの合同レーベル[16][17]
- NONA9ON（2012年 - ） - 韓国の第一毛織との合同ファッション会社
- YG PLUS（2014年 - ）- YGエンターテインメント・HYBE LABELS所属アーティストのレコード会社、プラットフォーム子会社
- YG KPLUS（2014年 - ） - 韓国のK PLUSとの合同モデルマネージメント会社
- YG SPORTS（2015年 - ） - 韓国のG-ADコミュニケーションズとの合同アスリートマネージメント会社
- HIGHGRND（2015年 - 2018年） - EPIK HIGHのTABLOによる社内レーベル
- THE BLACK LABEL（2015年 - ） - パク・テディによる社内レーベル
- PSYG（2016年 - 2018年） - PSYによる社内レーベル
- moonshot（2016年 - ） - 化粧品子会社
- YG STUDIOPLEX（2017年 - ） - 韓国のBARAMI BUNDAとの合同テレビドラマ制作会社
- YGX Entertainment（2018年 - ） - エンターテインメント子会社
- YGMM（2021年 - ） - タイのGMMグラミーとの合同エンターテインメント会社[28]

## 企業提携
2005年頃から市場を海外へ拡大し始め、下記国々の大手音楽組織と提携を結んだ。
| №  | 国名       | 提携開始年 | 組織名                         | 備考             |
| -- | ---------- | ---------- | ------------------------------ | ---------------- |
| １ | 韓国       | 2002年     | M-Boatエンターテイメント       |                  |
| １ | 韓国       | 2002年     | ウングン・エンターテイメント   |                  |
| １ | 韓国       | 2002年     | Yamazoneミュージック           |                  |
| １ | 韓国       | 2002年     | Booda Sound                    |                  |
| ２ | 日本       |            | ネクスター・レコード           |                  |
| ２ | 日本       | 2011年7月  | エイベックス                   | 合同レーベルYGEX |
| ３ | 中国       |            | 21イースト・エンターテイメント |                  |
| ４ | タイ       |            | GMMインターナショナル          |                  |
| ５ | フィリピン | 2010年3月  | ユニバーサルミュージック       |                  |
| 6  | アメリカ   | 2021年11月 | ユニバーサルミュージック       |                  |

## 所属
YGエンターテインメント所属のアーティスト、俳優、スタッフは総称して「YG FAMILY」と呼ばれる。YG FAMILYは、これまでに6枚の共同アルバムを制作し、3回の合同ワールドツアーを開催した。

### アーティスト

#### グループ
太字はリーダー
| グループ    | メンバー | 脱退メンバー                          | デビュー |
| ----------- | --- | ------------------------------------- | -------- |
| JINUSEAN    | JINU、SEAN |                                       | 1997年   |
| BIGBANG     | G-DRAGON、SOL、D-LITE                                                                                                   | T.O.P、V.I                            | 2006年   |
| AKMU        | イ・チャンヒャク、イ・スヒョン                                                                                          |                                       | 2012年   |
| WINNER      | YOON、HOONY、JINU、MINO                                                                                                 | TAEHYUN                               | 2014年   |
| BLACKPINK   | ジス、ジェニー、ロゼ、リサ                                                                                              |                                       | 2016年   |
| Sechs Kies  | ウン・ジウォン、イ・ジェジン、キム・ジェドク、チャン・スウォン                                                          | カン・ソンフン、コ・ジヨン            | 2016年   |
| TREASURE    | チェ・ヒョンソク、ジフン、ヨシ、ジュンギュ、ユン・ジェヒョク、 アサヒ、ドヨン、ハルト、パク・ジョンウ、ソ・ジョンファン | ハ・ユンビン、マシホ、 バン・イェダム | 2019年   |
| BABYMONSTER | ルカ、パリタ、アサ、アヒョン、ラミ、ローラ、チキータ                                                                    |                                       | 2023年   |

#### ソロ
- KRUNK

### 俳優
- キム・ヒエ
- チャン・ヒョンソン
- チェ・ジウ
- チャ・スンウォン
- イ・スヒョク
- チャン・ギヨン
- ペ・ジョンナム
- イム・イェジン
- チョン・ヘヨン
- ソ・ジョンヨン
- キム・ヒジョン
- カン・スンユン
- ハン・スンヨン
- クォン・ヒョンビン
- コ・ジュンヒ
- ユ・インナ
- キョン・スジン
- キム・セロン
- カン・ヒ
- カン・デソン
- カル・ソウォン
- イ・ソンギョン
- ソン・ナウン
- イ・ホジョン
- チョン・ユンソク
- イ・ジュミョン

### プロデューサー
- パク・テディ
- ペリー
- Choice37
- BIG TONE
- チェ・ピルガン（P.K）
- ハム・スンチョン
- カン・ウクジン
- DEE.P
- レベッカ・ジョンソン
- R.tee
- MILLENIUM
- AiRPLAY

## 過去所属

### アーティスト
- KEEP SIX（1996年）
- 1TYM（1998年 - 2006年）
- Masta Wu（2000年 - 2016年）
- フィソン（2002年 - 2006年）
- GUMMY（2003年 - 2013年）
- BIGMAMA（2003年 - 2007年）
- SE7EN（2003年 - 2015年）
- Digital Masta（イ・ヨンハク）（2008年）
- 2NE1（2009年 - 2016年）
- PSY（2010年 - 2018年）
- イ・ハイ（2012年 - 2019年）
- EPIK HIGH（2012年 - 2018年）
- ケイティ・キム（2014年 - 2018年）
- ONE（チョン・ジェウォン）（2015年 - 2019年）
- G-DRAGON（2006年 - 2023年）
- V.I（2006年 - 2019年)
- T.O.P（チェ・スンヒョン）（2006年 - 2022年）
- SOL（2006年 - 2022年）
- D-LITE（2006年 - 2022年）
- iKON（2015年 - 2022年）
- JISOO（2016年 - 2024年）
- JENNIE（2016年 - 2024年）
- ROSÉ（2016年 - 2024年）
- LISA（2016年 - 2024年）

### 俳優
- ユ・スンホ（2022年 - 2025年）

## 作品
YG FAMILY名義の作品を記載。

### アルバム
- Famillenium（1999年7月29日）
- YG Family 2 (WHY BE NORMAL?)（2002年10月24日）
- Color Of The Soul Train（2003年12月18日）
- YG 10th (10th Anniversary Album)（2006年9月1日）
- 15th Anniversary 2011 YG Family Concert Live（2012年4月18日）
- 2014 YG Family Concert in Seoul Live（2014年11月28日）

## 公演
YG FAMILYによる合同コンサートを記載。

### ワールドツアー
- YG Family's 10th Anniversary World Tour -past present & the future-（2006年）
- 15th ANNIVERSARY 2011 YG FAMILY CONCERT（2011年 - 2012年）
- YG FAMILY WORLD TOUR 2014 -POWER-（2014年4月12日 - 10月25日）[32]